# Алтухов Валерій Миколайович
Алтухов Валерій Миколайович (6 жовтня 1941 — 29 квітня 2021, Харків) — український музикант, кларнетист, педагог, науковець, Заслужений діяч мистецтв України (1996), професор (2011).

## Біографія
Алтухов Валерій Миколайович, народився 6 жовтня 1941 року.
В 1953 році поступив в спеціальну музичну школу м. Ташкента. Цю школу закінчив у 1960 році з золотою медаллю.
Навчаючись у школі, в 1957 році брав участь у республіканському конкурсі молодих виконавців і зайняв І місце та здобув звання лауреата конкурсу.
- У 1960 році поступив до Ленінградської Державної консерваторії ім. Римського-Корсакова в клас професора Генслера В. І. за фахом кларнет, яку закінчив з відзнакою в 1965 році.

- У 1963 році брав участь у всесоюзному конкурсі кларнетистів, де здобув диплом.

- З 1966 року працює викладачем класу кларнета в Харківській середній спеціальній музичній школі-інтернаті і концертмейстером групи кларнета симфонічного оркестру в Харківській обласній філармонії.

- У 1984 році призначений директором Харківської середньої спеціальної музичної школи-інтернат.

- З 1994 року працює в Харківському державному університеті мистецтв ім. П.Котляревського викладачем, доцентом, професором по класу кларнета.

- У 1996 році за особистий внесок у розвиток національної музичної культури, високий професіоналізм, указом Президента України надано почесне звання «Заслужений діяч мистецтв України». У 2003 році за вагомий особистий внесок у розвиток культури і мистецтва Кабінет міністрів України нагородив Почесною грамотою.

- У 2001 році увійшов до збірки «500 впливових особистостей» в межах національної іміджевої програми «Лідери XXI століття», а також був відзначений почесним званням «Харків'янин року» — 2001 та 2002 рр.

- У 2005 році надано вчене звання Доцента кафедри оркестрових духових інструментів.

- У 2007 році став лауреатом творчої премії Феодосійського міськвиконкому «За выдающийся вклад в развитии культуры г. Феодосии».

- У 2008 році став лауреатом творчої премії Харківського міськвиконкому «За вагомий особистий внесок у розвиток аматорського мистецтва — організацію та проведення міжнародного конкурсу юних піаністів В.Крайнєва»

- У 2011 році надано вчене звання професора кафедри оркестрових духових інструментів та оперно-симфонічного диригування.

- У 2013 році був запрошений в журі 5-того Міжнародного конкурсу кларнетистів імені Карла Нільсена (Данія).

## Діяльність
За ініціативою В. М. Алтухова в Харкові з 1992 року було започатковано і проведено 11 міжнародних конкурсів юних піаністів Володимира Крайнєва, два міжнародних конкурси скрипалів Богодара Которовича, 20 міжнародних фестивалів «Музика-наш спільний дім», 20 фестивалів «В гостях у Айвазовского».
Алтухов В. М. постійно проводить майстер-класи у містах Харкова, Бєлгорода, Феодосії, Чернівцях, Мінську, Житомирі, Запоріжжі.
Як професійний фахівець, бере участь у складі журі різноманітних міжнародних конкурсів: конкурс ім. Д.Біди (м. Львів), «Сурми Буковини» (м. Чернівці), «Акорди Хортиці» (м. Запоріжжя), «Восхождения» (м. Ялта", «Сельмер-Париж в Україні» (м. Київ), «Кримська весна» (м. Ялта).
О творчих досягненнях В. М. Алтухова випущено 3 телефільми: ТВ ИНТ «Сами о себе» — Валерий Алтухов и его школа" (1996 р., режисер Олексій Муратов); ТВ ИНТ «В гостях у Айвазовського» (1998 р., режисер Олексій Муратов); ХОД ТРК «Мелограф» В гостях у Айвазовського" (2009 р., режисер Юлія Коваленко).
В. М. Алтухов різносторонній музикант та педагог, який наряду з навчально-виховною роботою приділяє особливу увагу науково-методичній діяльності. Тільки за останні п'ять років Алтухов В. М. брав участь у дев'яти наукових конференціях, де виступав з доповідями щодо актуальних проблем навчання і виховання молодих виконавців. Відповідно до матеріалів конференції опубліковано 7 статей в фахових наукових збірках.
Крім того, у 2009 році вийшов навчальний посібник (Хрестоматія) «Гами і вправи для розвитку техніки гри на кларнеті» (256 сторінок) (ISBN 978-966-8689-10-9). Посібник (Хрестоматія) схвалено Міністерством культури і туризму України для використання в навчально-виховному процесі в вищих навчальних закладах культури і мистецтв ІІІ-IV рівня акредитації. Лист від 26.12.2008 р. № 1486/7-4/13-08. На думку відомих педагогів з фаху «кларнет» України, Росії, Республіки Білорусь спосіб викладання гам і вправ наданих в посібнику є новим словом у методиці навчання гри по фаху «кларнет».
Серед учнів — Народний артист Росії Дмитро Лісс

## Фільми
- ТВ ИНТ «Сами о себе» — Валерий Алтухов и его школа" (1996 р., режисер Олексій Муратов);
- ТВ ИНТ «В гостях у Айвазовського» (1998 р., режисер Олексій Муратов);
- ХОД ТРК «Мелограф» В гостях у Айвазовського" (2009 р., режисер Юлія Коваленко).

## Джерело
- Відомості про авторів[недоступне посилання з червня 2019]